# 中华人民共和国预防接种
中华人民共和国预防接种，亦称中华人民共和国计划免疫或中华人民共和国国家免疫规划是中华人民共和国国务院卫生行政部门和其下属的各省、自治区、直辖市政府的卫生行政部门所制定的疫苗接种规划。

## 历史
- 1989年2月21日，第七届全国人民代表大会常务委员会第六次会议通过的中华人民共和国传染病防治法中首次提到了国家免疫规划项目。其中基础疫苗包含乙型肝炎疫苗、卡介苗、脊髓灰质炎三型混合疫苗、百白破三联疫苗、麻疹疫苗和白破二联疫苗。
- 2008年4月1日，中华人民共和国卫生部发布了《关于实施扩大国家免疫规划的通知》，在原有疫苗的基础上将甲型肝炎疫苗、流行性脑膜炎荚膜多糖疫苗、流行性乙型脑炎疫苗、麻腮风三联疫苗、无细胞百白破三联疫苗纳入国家免疫规划，对适龄儿童实行预防接种。[1]

## 相关的法律规定
《中华人民共和国传染病防治法》第十五条规定，国家实行有计划的预防接种制度；国务院卫生行政部门和省、自治区、直辖市人民政府卫生行政部门，根据传染病预防、控制的需要，制定传染病预防接种规划并组织实施；用于预防接种的疫苗必须符合国家质量标准；国家对儿童实行预防接种证制度；国家免疫规划项目的预防接种实行免费；医疗机构、疾病预防控制机构与儿童的监护人应当相互配合，保证儿童及时接受预防接种。

## 儿童计划免疫方案
下表为中华人民共和国儿童计划免疫时间表，根据省份的不同可能略有差异。
| 年龄            | 疫苗种类 |
| --------------- | --- |
| 出生24小时内    | 乙型肝炎疫苗（第1针）                                                                                                 |
| 出生24-48小时内 | 卡介苗（初种） |
| 1个月           | 乙型肝炎疫苗（第2针）                                                                                                 |
| 2个月           | 脊髓灰质炎三型混合疫苗（初服1）                                                                                       |
| 3个月           | 脊髓灰质炎三型混合疫苗（初服2）、百白破三联疫苗（第1针）                                                              |
| 4个月           | 脊髓灰质炎三型混合疫苗（初服3）、百白破三联疫苗（第2针）                                                              |
| 5个月           | 百白破三联疫苗（第3针）                                                                                               |
| 6个月           | 乙型肝炎疫苗（第3针）、A群流行性脑膜炎荚膜多糖疫苗（第1针）#                                                          |
| 8个月           | 麻疹疫苗（第1针）、流行性乙型脑炎灭活疫苗（初免1针）#                                                                 |
| 1周岁           | A群流行性脑膜炎荚膜多糖疫苗（第2针）#                                                                                 |
| 1周岁半         | 百白破三联疫苗（加强1）、脊髓灰质炎三型混合疫苗（加服1）*、麻腮风三联疫苗（初免1针）#、甲型肝炎减毒活疫苗（初免1针）# |
| 2周岁           | 流行性乙型脑炎灭活疫苗（加强）                                                                                        |
| 3周岁           | A+C群流行性脑膜炎荚膜多糖疫苗（第1针）#                                                                               |
| 4周岁           | 脊髓灰质炎三型混合疫苗（加服2）、麻疹疫苗（加强1）*                                                                   |
| 6周岁           | A+C群流行性脑膜炎荚膜多糖疫苗（第2针）#、百白破疫苗（加强2）                                                          |
| 7周岁           | 卡介苗（复种）、、麻疹疫苗（加强2）                                                                                   |
| 12周岁          | 卡介苗（复种）o |

## 应急接种方案
下表为传染病应急预防接种方案，其中加c者纳入国家免疫规划免费提供给特定人群。
| 疫苗名称                             | 接种对象                                                               | 接种途径 | 免疫期及复种                                                   |
| ------------------------------------ | ---------------------------------------------------------------------- | -------- | -------------------------------------------------------------- |
| 甲型流感减毒活疫苗                   | 健康成人                                                               | 吸入     | 免疫期6-10个月                                                 |
| 人用狂犬病灭活疫苗                   | 被狂犬或可疑动物咬伤、抓伤者；被患者唾液污染伤口者                     | 肌内注射 | 免疫期3个月，全程免疫后3-6个月被咬伤需加注，超过六个月全程注射 |
| 森林脑炎灭活疫苗                     | 流行区人群及进入该区者                                                 | 皮下注射 | 免疫期1年，每年加强注射1次                                     |
| 黄热病冻干减毒活疫苗                 | 出国进入流行区或从事相关研究者                                         | 皮下注射 | 免疫期10年                                                     |
| 流行性斑疹伤寒灭活疫苗               | 流行区人群                                                             | 皮下注射 | 免疫期1年，每年加强注射1次                                     |
| 钩端螺旋体灭活菌苗c                  | 流行区7岁以上人群及进入该区者                                          | 皮下注射 | 接种后1个月产生免疫力，免疫期1年                               |
| 伤寒、副伤寒甲、乙三联灭活菌苗       | 军队；水陆口岸及沿线人员；环境卫生行业人员；饮食行业人员；相关医务人员 | 皮下注射 | 免疫期1年（霍乱免疫期6个月-1年），每年加强注射1次              |
| 霍乱、伤寒、副伤寒甲、乙四联灭活菌苗 | 军队；水陆口岸及沿线人员；环境卫生行业人员；饮食行业人员；相关医务人员 | 皮下注射 | 免疫期1年（霍乱免疫期6个月-1年），每年加强注射1次              |
| 霍乱灭活菌苗                         | 军队；水陆口岸及沿线人员；环境卫生行业人员；饮食行业人员；相关医务人员 | 皮下注射 | 免疫期1年（霍乱免疫期6个月-1年），每年加强注射1次              |
| 布氏菌苗                             | 疫区牧民；屠宰、皮毛加工人员；兽医；相关研究者                         | 皮上划痕 | 免疫期1年，每年复种                                            |
| 鼠疫菌苗                             | 流行区人群及进入该区者（非流行区者接种10天后方可进入疫区）             | 皮上划痕 | 免疫期1年，每年复种                                            |
| 炭疽菌苗c                            | 流行区人群；牧民；屠宰、皮毛加工人员；兽医                             | 皮上划痕 | 免疫期1年，每年复种                                            |
| Q热灭活疫苗                          | 牧民；屠宰、皮毛加工人员；肉、乳加工人员；相关研究者                   | 皮下注射 | 需多次复种（效果不一致）                                       |

## 脚注
1. ↑  
  - #：2008年5月1日起卫生部扩大国家免疫规划后新增的项目。
  - *：未纳入国家儿童计划免疫内容但城市儿童普遍接种的项目。
  - o：偏远乡村补种的项目。
2. ↑  部分地区使用流行性乙型脑炎灭活疫苗，流行性乙型脑炎灭活疫苗接种4剂次，儿童1周岁半时接种2剂次（第1、2剂次间隔7－10天），2周岁与6周岁时各接种1剂次。
3. ↑  部分试点地区使用甲型肝炎灭活疫苗，甲型肝炎灭活疫苗接种2剂次，儿童1周岁半和2周岁时各接种1剂次。
4. ↑  c：纳入国家免疫规划的项目。